# Școala bărbaților
Școala bărbaților (în franceză L'École des maris) este o piesă de teatru din 1662; o comedie în 3 acte în versuri. Este scrisă de Molière. Prima reprezentație a avut loc la Paris, la Teatrul Regal Palais, la 24 iunie 1661, de trupa lui Filip de Orleans, singurul frate al regelui Ludovic al XIV-lea. Primul interpret al rolului Sganarelle a fost Moliere însuși. A fost prima dintre piesele sale mai lungi și a fost urmată de Școala femeilor care a apărut în anul viitor.

## Prezentare
Paris, 1661 - doi frați, Ariste și Sganarelle sunt tutorii a două surori: Ariste e tutorele Leonorei și Sganarelle este tutorele Isabelei. Primul își lasă liberă eleva să se distreze până când într-o zi apare cu un iubit și de aici se va naște un vârtej de neînțelegeri.

## Personaje
| Personaj                    | Actor                |
| --------------------------- | -------------------- |
| Sganarelle, frère d’Ariste  | Molière              |
| Ariste, frère de Sganarelle | L'Espy               |
| Isabelle, sœur de Léonor    | Mademoiselle de Brie |
| Léonor, sœur d’Isabelle     | Armande Béjart       |
| Lisette, servante de Léonor | Madeleine Béjart     |
| Valère, amant d’Isabelle    | La Grange            |
| Ergaste, valet de Valère    | Du Parc              |
| Le commissaire              | De Brie              |
| Le notaire                  | Louis Chanut         |
| Deux laquais                |                      |

## Teatru radiofonic
- Școala bărbaților (1956), cu actorii Nicolae Gărdescu, Vladimir Maximilian, Carmen Stănescu, Aurelia Sorescu, George Carabin, Pușa Protopopescu, Florin Vasiliu, Virgil Vasilescu, Alexandru Demetriad

## Vezi și
- Listă de piese de teatru franceze